# Cúcuta Deportivo
Cúcuta Deportivo (vollständig Corporación Nuevo Cúcuta Deportivo) ist ein kolumbianischer Fußballverein aus der Stadt Cúcuta im Departamento Norte de Santander im Nordosten des Landes.
Der Verein wurde 1949 gegründet und die Mannschaft erhielt im selben Jahr den Profistatus. Der Club spielt derzeit in der zweiten kolumbianischen Liga. Er stand schon im Halbfinale der Copa Libertadores.

## Geschichte
Der Verein wurde 1924 als Cúcuta Sports Club gegründet und ging bereits Ende der 1920er Jahre auf Tournee ins Nachbarland Venezuela. Die Trikotfarben Schwarz und Rot stammen aus der Zeit, als die Mannschaft den Stamm der Auswahl von Norte de Santander bildete, die bei nationalen „Olympiaden“ antrat.
Insgesamt verbrachte der Verein 48 Spielzeiten in der ersten und 9 in der zweiten kolumbianischen Liga. Die meisten Spiele für den Verein bestritt José Omar Verdún mit 323, der mit 169 Toren auch Rekordtorschütze ist. Er gehörte zur Vizemeistermannschaft von 1964.

Altes Vereinslogo

Am 15. Mai 1949 lud der kolumbianische Ligapräsident die Vorstände der Vereine Club Colpet, Chinaquillo, Guasimales und Unión Frontera ein, Cúcuta Deportivo für die kolumbianische Profiliga zu verstärken. Der Unternehmer Hernando Lara Hernández erwarb im September darauf 1.700 Aktien des Vereins und ermöglichte so die wirtschaftliche Handlungsfähigkeit als Profiklub und die nötigen organisatorischen Reformen. Bis November 1949 bestritt die Mannschaft regionale Ausscheidungsspiele und qualifizierte sich für die Liga, an der der Club 1950 erstmals mit einer Mannschaft teilnahm. Im ersten Erstligakader standen zwölf Spieler aus Uruguay. Die Mannschaft belegte am Saisonende den fünften Platz unter 16 Teams. Für die zweite Saison wurden weitere Uruguayer verpflichtet, darunter die Helden des Maracanaço genannten Siegs im WM-Finale gegen Brasilien bei der WM 1950, Schubert Gambetta und Ramón Eugenio Tejera. Die Mannschaft belegte am Saisonende den vierten Platz.
1952 und 1953 geriet der Verein in eine finanzielle Krise, die zunächst überwunden werden konnte. 1953 wurde der Ungar Gyula Zsengellér verpflichtet. 1954 und 1955 war die Krise aber so schwer, dass der Verein nicht am Ligabetrieb teilnahm und erst 1956 zurückkehrte und erneut den vierten Rang belegte. 1958 belegte der Verein den dritten Platz. 1964 erreichte die Mannschaft mit den zweiten Platz die lange Zeit beste Platzierung ihrer Geschichte, nur einen Punkt hinter Millonarios. Wichtigste Figur der Mannschaft war Rolando Serrano, der auch für Kolumbien bei der Weltmeisterschaft 1962 in Chile teilnahm.
Die Mannschaft hielt sich daraufhin mehr als 30 Jahre in der Liga, meist im Mittelfeld. 1995 stieg die Mannschaft als 16. ab. Im Jahr darauf gewann man die Meisterschaft der Primera B genannten zweiten kolumbianischen Liga. Im Folgejahr stieg man als Tabellenletzter erneut ab und verpasste den direkten Wiederaufstieg knapp. Bis 2005 spielte der Verein daraufhin in der zweiten Liga; mit der Meisterschaft in jenem Jahr gelang der Aufstieg.
Bereits im ersten Jahr nach dem Aufstieg konnte die Mannschaft die erste Meisterschaft der Vereinsgeschichte feiern: Im Ligafinale der Clausura gegen Deportes Tolima gewann Cúcuta das Hinspiel am 17. Dezember 2006 mit 1:0 und erreichte am 20. Dezember beim Rückspiel in Ibagué ein 1:1-Unentschieden.
Damit klassifizierte sich Cúcuta Deportivo erstmals für die Copa Libertadores. Stützen der Meistermannschaft waren der panamenische Stürmer Blas Pérez, die Uruguayer Roberto Bobadilla und Charles Castro sowie die Kolumbianer Macnelly Torres, Nelson Florez, Lincarlo Henry und Róbinson Zapata (Torhüter).

### Teilnahmen an der Copa Libertadores
In der Vorrunde der Copa Libertadores 2007 belegte Cúcuta Deportivo den zweiten Gruppenplatz hinter Grêmio Porto Alegre (Brasilien) und vor Deportes Tolima (Kolumbien) und Cerro Porteño (Paraguay).
Im Achtelfinale besiegte Cúcuta Deportivo Toluca aus Mexiko mit 5:1 im Hinspiel und unterlag im Rückspiel mit 0:2, erreichte aber trotzdem das Viertelfinale. Hier setzte man sich gegen Nacional Montevideo (Uruguay) mit 2:0 und 2:2 durch. Im Halbfinale gegen Boca Juniors wurde das Hinspiel mit 3:1 gewonnen, das Rückspiel in der Bombonera von Buenos Aires jedoch mit 0:3 verloren, so dass Cúcuta ausschied.
In der Copa Libertadores 2008 überstand Cucuta erneut die Vorrunde als Gruppensieger vor dem FC Santos und Deportivo Guadalajara. Im Achtelfinale, in dem die Mannschaft über die Setzliste erneut auf den FC Santos traf, unterlag man jedoch mit 0:2 und 0:2.

### Auf- und Abstiege
2013 wurde Cúcuta Vorletzter und musste somit die Relegation gegen den Zweitplatzierten der zweiten Liga spielen. Diese verlor der Verein gegen Fortaleza FC und spielte 2014 in der Categoría Primera B. In der Hinserie 2014 erreichte Cúcuta das Viertelfinale, verlor dies aber gegen Llaneros FC. Auch in der Rückserie verpasste der Verein den direkten Wiederaufstieg.
Als Traditionsverein erhielt Cúcuta jedoch im Januar 2015 die Möglichkeit, an einer gesonderten Aufstiegsrunde teilzunehmen. Dort konnte sich der Verein in seiner Gruppe durchsetzen und spielte somit 2015 wieder in der ersten Liga. Nach nur einem Jahr folgte allerdings der erneute Abstieg, der schon fünf Spieltage vor Ende der Rückserie feststand. In der Spielzeit 2016 konnte der Verein nicht die Finalrunde erreichen, um um den Wiederaufstieg mitzuspielen. Cúcuta belegte den 10. Platz.
Für die Spielzeit 2017 wurde angekündigt, dass der Verein die Heimspiele im Estadio Municipal Héctor El Zipa González in Zipaquirá austragen wird, da der Verein sich mit der Regierung des Departamento de Norte de Santander nicht über die Nutzung des Stadions einig werden konnte.
Im März 2017 wurde der Trainer Fernando Velasco durch den Argentinier Flavio Robatto ersetzt. In der Ligaphase der Apertura 2017 erreichte Cúcuta mit einem siebten Platz den Einzug in die Finalrunde. Im Viertelfinale setzte sich der Verein dann gegen den Favoriten Deportivo Pereira durch. Im Halbfinale scheiterte Cúcuta jedoch gegen Boyacá Chicó FC, obwohl es nach einer 2:5-Hinspielniederlage noch einen 4:2-Sieg im Rückspiel schaffte.
Während der Rückserie wurden die Konflikte über die Nutzung des Stadions beigelegt werden, so dass der Verein ab Mitte der Rückserie wieder in Cúcuta spielte. Dort konnte der Verein erneut die Finalrunde und das Halbfinale erreichen, in dem er jedoch gegen Leones FC ausschied und damit knapp den Aufstieg verfehlte.
Im Januar 2018 wurde Lucas Pusineri als neuer Trainer vorgestellt. In der Spielzeit 2018 wurde Cúcuta Deportivo zum dritten Mal Meister der zweiten Liga und stieg nach drei Jahren wieder in die erste Liga auf. Der Trainer Pusineri wechselte nach diesem Erfolg zu Deportivo Cali. Als Nachfolger verpflichtete der Verein den Argentinier Sebastián Méndez. Die Apertura schloss Cúcuta auf dem elften Platz ab. Im Mai wurde Méndez durch Pablo Garabello ersetzt.

## Stadion
Der Verein trägt seine Heimspiele im nach General Francisco de Paula Santander, einem Helden des kolumbianischen Unabhängigkeitskrieges am Anfang des 19. Jahrhunderts, benannten Estadio General Santander aus.
Das Stadion wurde 1948 erbaut, um Cúcuta einen geeigneten Rahmen bei der Teilnahme am damals eingeführten nationalen Meisterschaftwettbewerb zu bieten. Das Vielzweckstadion fasst nach einer eigens für die Libertadores-Teilnahme erfolgten und 2007 abgeschlossenen Renovierung rund 45.000 Zuschauer.
In der Spielzeit 2017 trug Cúcuta Deportivo seine Heimspiele im Estadio Municipal Héctor El Zipa González in Zipaquirá aus, das eine Kapazität von 7.000 Zuschauern hat. Im Laufe der Rückserie kehrte der Verein aber nach Cúcuta zurück.

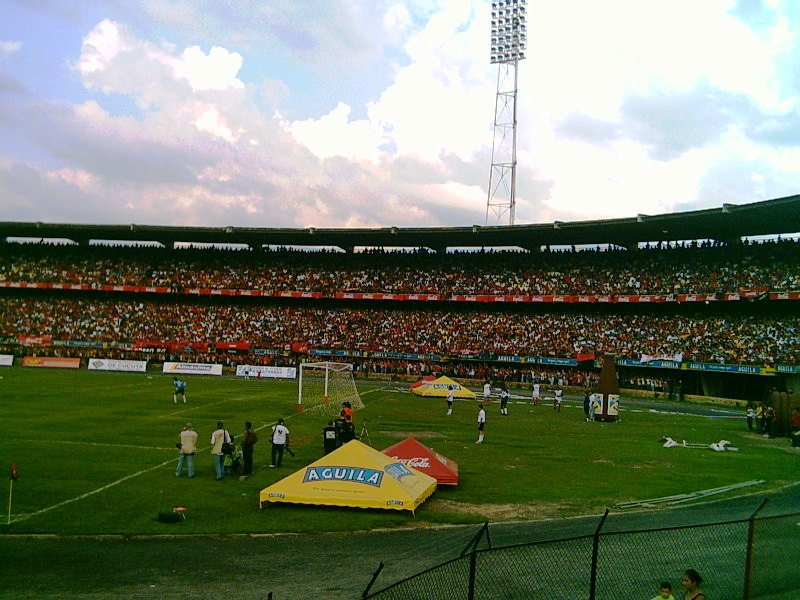
Das Estadio General Santander
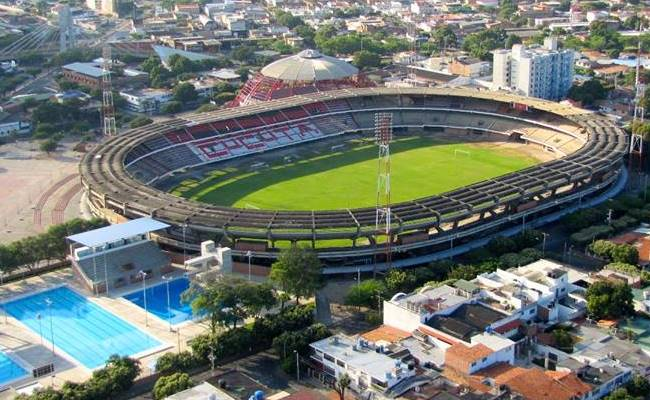
Das Stadion von oben

## Sportlicher Verlauf

### Erfolge
- Meister von Kolumbien: 2006-II
- Vizemeister von Kolumbien: 1964
- Meister Primera B: 1995/96, 2005, 2018
- Vizemeister der Primera B: 1997
- Teilnahme an der Copa Libertadores: 2×

2007: Halbfinale
2008: Achtelfinale

### Saisondaten seit 2010
| Spielzeit                                                                                             | Liga                                 | Ligaebene | Platz       | Finalrunde          |
| --- | ------------------------------------ | --------- | ----------- | ------------------- |
| 2010-I                                                                                                | Liga Postobón                        | I         | 13.         | -                   |
| 2010-II                                                                                               | Liga Postobón                        | I         | 7.          | 2. Gruppe B         |
| 2011-I                                                                                                | Liga Postobón                        | I         | 8.          | Viertelfinale       |
| 2011-II                                                                                               | Liga Postobón                        | I         | 18.         | -                   |
| 2012-I                                                                                                | Liga Postobón                        | I         | 18.         | -                   |
| 2012-II                                                                                               | Liga Postobón                        | I         | 9.          | -                   |
| 2013-I                                                                                                | Liga Postobón                        | I         | 9.          | -                   |
| 2013-II                                                                                               | Liga Postobón                        | I         | 16.         | -                   |
| 2014-I                                                                                                | Torneo Postobón                      | II        | 6.          | Viertelfinale       |
| 2014-II                                                                                               | Torneo Postobón                      | II        | 6.          | 2. Gruppe A         |
| 2015                                                                                                  | Aufstiegsrunde für Traditionsvereine | II        | 1. Gruppe A | -                   |
| 2015-I                                                                                                | Liga Águila                          | I         | 18.         | -                   |
| 2015-II                                                                                               | Liga Águila                          | I         | 19.         | -                   |
| 2016                                                                                                  | Torneo Águila                        | II        | 10.         | -                   |
| 2017-I                                                                                                | Torneo Águila                        | II        | 7.          | Halbfinale          |
| 2017-II                                                                                               | Torneo Águila                        | II        | 5.          | Halbfinale          |
| 2018                                                                                                  | Torneo Águila                        | II        | 1.          | 1. Gruppe A Meister |
| 2019-I                                                                                                | Liga Águila                          | I         | 11.         | -                   |
| grün unterlegt: Aufstieg in die Categoría Primera A rot unterlegt: Abstieg in die Categoría Primera B |                                      |           |             |                     |

## Trainer
- Pablo Garabello (2019–)
- Sebastián Méndez (2019)[11]
- Lucas Pusineri (2018)[12]
- Flavio Robatto (2017)[13]
- Carlos Alberto Quintero (2014, 2015, 2017)[14]
- Fernando Velasco (2016–2017)[15]
- Flabio Torres (2015)[16]
- José Alberto Suárez (2014–2015)[17]
- Julio González (2013)[18]
- Guillermo Sanguinetti (2012–2013)[19]
- Jaime de la Pava (2011)[20]
- Jorge Luis Pinto (2006, 2009)